# Calangianus

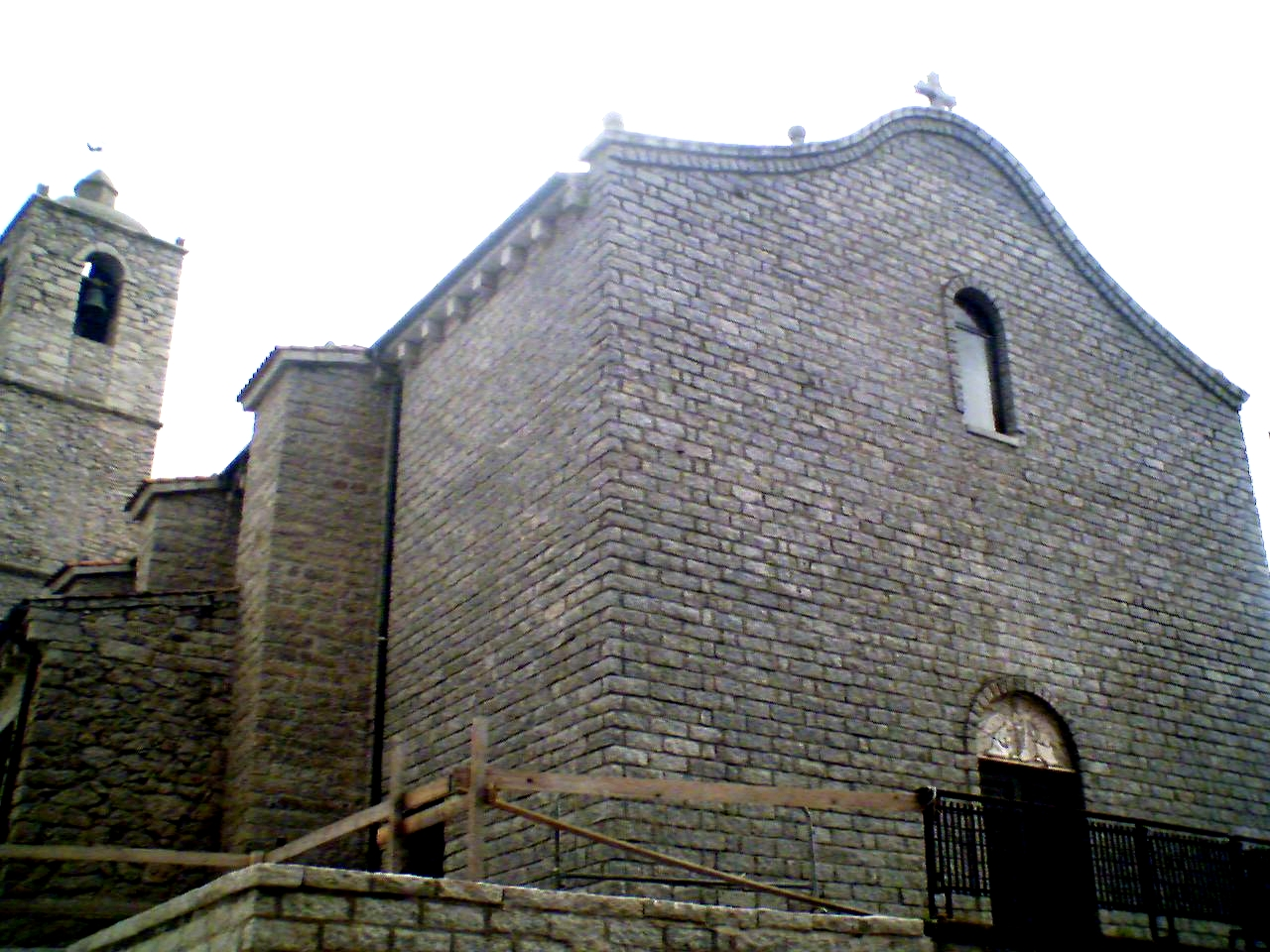
Kerk van Calangianus

Calangianus is een gemeente in de Italiaanse provincie Olbia-Tempio (regio Sardinië) en telt 4572 inwoners (31-12-2004). De oppervlakte bedraagt 126,5 km², de bevolkingsdichtheid is 36 inwoners per km².

## Demografie
Calangianus telt ongeveer 1634 huishoudens. Het aantal inwoners daalde in de periode 1991-2001 met 0,8% volgens cijfers uit de tienjaarlijkse volkstellingen van ISTAT.
| Jaar | Inwoneraantal |
| ---- | ------------- |
| 1991 | 4679          |
| 2001 | 4642          |

## Geografie
De gemeente ligt op ongeveer 518 meter boven zeeniveau.
Calangianus grenst aan de volgende gemeenten: Berchidda, Luras, Monti, Sant'Antonio di Gallura, Telti, Tempio Pausania.
Aggius · Aglientu · Alà dei Sardi · Arzachena · Badesi · Berchidda · Bortigiadas · Buddusò · Budoni · Calangianus · Golfo Aranci · La Maddalena · Loiri Porto San Paolo · Luogosanto · Luras · Monti · Olbia · Oschiri · Padru · Palau · San Teodoro · Sant'Antonio di Gallura · Santa Teresa Gallura · Telti · Tempio Pausania · Trinità d'Agultu e Vignola
1. ↑  https://demo.istat.it/?l=it.